# Redmond Gerard
Redmond Gerard (* 29. Juni 2000 in Westlake, Ohio) ist ein US-amerikanischer Snowboarder. Er startet in den Freestyledisziplinen.

## Werdegang
Gerard nimmt seit 2012 an Wettbewerben der Ticket to Ride World Snowboard Tour teil. Dabei erreichte er in der Saison 2014/15 mit zwei zweiten Plätzen im Slopestyle bei der U.S. Revolution Tour in Mammoth seine ersten Podestplatzierungen. Bei den Snowboard-Juniorenweltmeisterschaften 2015 in Yabuli wurde er Vierter im Slopestyle. Im Snowboard-Weltcup debütierte er zu Beginn der Saison 2015/16 in Cardrona und belegte dabei den 11. Platz im Slopestyle. Im Februar 2016 kam er beim Big-Air-Wettbewerb Ale Invite auf den dritten Platz. Im Januar 2017 erreichte er am Kreischberg mit dem dritten Platz im Slopestyle seine erste Podestplatzierung im Weltcup. Bei den Winter-X-Games 2017 in Aspen belegte er den 14. Platz im Slopestyle. Anfang Februar 2017 siegte er im Slopestyle beim U.S. Snowboarding Grand Prix und Weltcup in Mammoth und gewann damit zum Saisonende den Slopestyle-Weltcup. Im Freestyle-Weltcup errang er den vierten Platz. Bei den X-Games Norway 2017 in Hafjell wurde er Neunter im Slopestyle. In der Saison 2017/18 errang er mit Platz zwei im Big Air in Mailand und Platz eins im Slopestyle in Snowmass den vierten Platz im Freestyle-Weltcup und den zweiten Platz im Slopestyle-Weltcup. Zudem kam er beim U.S. Snowboarding Grand Prix in Mammoth auf den zweiten Platz im Slopestyle. Ende Januar 2018 wurde er bei den Winter-X-Games in Aspen Vierter im Slopestyle. Bei den Olympischen Winterspielen 2018 in Pyeongchang gewann er den Slopestyle-Wettbewerb und belegte im Big Air den fünften Platz.
In der Saison 2018/19 siegte Gerard bei den Burton US Open in Vail und beim Weltcup in  Mammoth jeweils im Slopestyle. Bei den Winter-X-Games 2019 kam er auf den fünften und bei den Snowboard-Weltmeisterschaften 2019 in Park City auf den 11. Platz im Slopestyle. In der folgenden Saison wurde er in Cardrona Zweiter im Big Air und in Laax Zweiter im Slopestyle und errang damit den zehnten Platz im Freestyle-Weltcup und den sechsten Platz im Big-Air-Weltcup. Zudem siegte er bei der Winter Dew Tour in Copper Mountain im Slopestyle und belegte bei den Burton US Open den dritten Platz im Slopestyle. Bei den Winter-X-Games 2020 holte er die Bronzemedaille im Slopestyle. In der Saison 2020/21 wurde er bei den Winter-X-Games 2021 Sechster im Slopestyle und belegte bei den Snowboard-Weltmeisterschaften 2021 den 29. Platz im Big Air und den vierten Rang im Slopestyle. Beim Weltcup in Aspen errang er den zweiten Platz im Slopestyle und erreichte damit den sechsten Platz im Slopestyle-Weltcup. Nach Platz eins im Slopestyle bei der Winter Dew Tour in Copper Mountain zu Beginn der folgenden Saison, holte er im Slopestyle in Mammoth seinen vierten Weltcupsieg. Bei den Winter-X-Games 2022 wurde er Vierter im Slopestyle und bei den Olympischen Winterspielen 2022 in Peking Fünfter im Big Air sowie Vierter im Slopestyle.

## Erfolge

### Olympische Spiele
- 2018 Pyeongchang: 1. Platz Slopestyle, 5. Platz Big Air
- 2022 Peking: 4. Platz Slopestyle, 5. Platz Big Air

### Weltmeisterschaften
- 2019 Park City: 11. Platz Slopestyle
- 2021 Aspen: 4. Platz Slopestyle, 29. Platz Big Air
- 2025 Engadin: 5. Platz Slopestyle

### Winter-X-Games
- 2018 Aspen: 4. Platz Slopestyle
- 2019 Aspen: 5. Platz Slopestyle
- 2020 Aspen: 3. Platz Slopestyle
- 2021 Aspen: 6. Platz Slopestyle
- 2022 Aspen: 4. Platz Slopestyle
- 2023 Aspen: 4. Platz Slopestyle
- 2024 Aspen: 1. Platz Slopestyle
- 2025 Aspen: 1. Platz Slopestyle

### Weltcup

#### Weltcupsiege
| Nr. | Datum           | Ort      | Disziplin  |
| --- | --------------- | -------- | ---------- |
| 1.  | 4. Februar 2017 | Mammoth  | Slopestyle |
| 2.  | 12. Januar 2018 | Snowmass | Slopestyle |
| 3.  | 9. März 2019    | Mammoth  | Slopestyle |
| 4.  | 8. Januar 2022  | Mammoth  | Slopestyle |

#### Weltcup-Gesamtplatzierungen
| Saison  | Park & Pipe | Park & Pipe | Slopestyle | Slopestyle | Big Air | Big Air |
| Saison  | Punkte      | Platz       | Punkte     | Platz      | Punkte  | Platz   |
| ------- | ----------- | ----------- | ---------- | ---------- | ------- | ------- |
| 2015/16 | 600         | 44.         | 600        | 17.        | -       | -       |
| 2016/17 | 2900        | 4.          | 2460       | 1.         | 440     | 33.     |
| 2017/18 | 2470        | 4.          | 1450       | 2.         | 1020    | 9.      |
| 2018/19 | 1100        | 31.         | 1000       | 15.        | 100     | 56.     |
| 2019/20 | 1880        | 10.         | 800        | 13.        | 1080    | 6.      |
| 2020/21 | 80          | 16.         | 80         | 6.         | -       | -       |
| 2021/22 | 124         | 20.         | 100        | 15.        | 24      | 22.     |
| 2022/23 | 38          | 64.         | 18         | 37.        | 20      | 35.     |
| 2023/24 | 160         | 14.         | 40         | 20.        | 120     | 7.      |
| 2024/25 | 257         | 7.          | 192        | 2.         | 65      | 20.     |